# Palazzo Frescobaldi
Palazzo Frescobaldi è un edificio storico del centro di Firenze, zona Oltrarno, situato in via Santo Spirito 11-13.

## Storia e descrizione

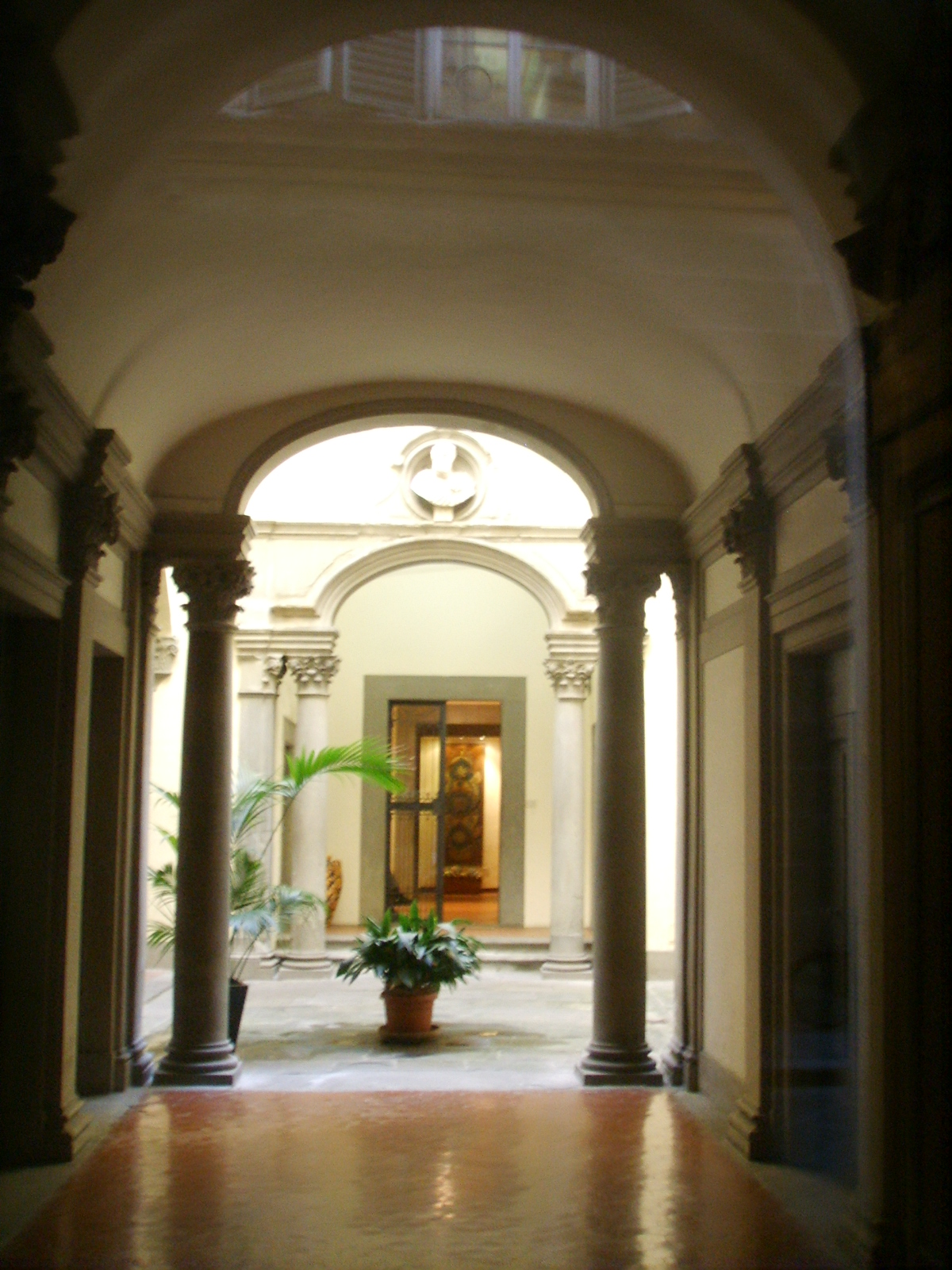
Androne principale e cortile

Fin dal XVI secolo la famiglia Frescobaldi possedeva nel "fondaccio di Santo Spirito" (attuale via Santo Spirito) alcuni edifici, uno dei quali era conosciuto anche come "Casa del Cortile", così chiamato per un ampio giardino interno; in seguito questi possedimenti (torri, case medievali e rinascimentali) furono unificati dando vita all'attuale palazzo, tra il 1621 e il 1644, su iniziativa di Matteo Frescobaldi. Dietro la facciata più moderna venne quindi a essere realizzata una residenza più spaziosa e funzionale, sebbene non furono completamente cancellati alcuni segni delle strutture precedenti, come i piccoli cortili con pozzi. Il pian terreno infatti, che maggiormente mantenne l'aspetto primitivo, era destinato a botteghe e attività commerciali, funzione che in parte svolge anche oggi. 
Altri lavori si ebbero nel 1712, nell'ambito dei quali si costruì in profondità un basso corpo di fabbrica a collegare il palazzo alla basilica di Santo Spirito, in modo da rendere disponibile un 'coretto' affacciato sulla cappella di famiglia per consentire ai membri della famiglia di "sentir messa senza uscire di casa". Sempre al Settecento risalgono anche vari ambienti signorili interni, decorati con profusione di stucchi e pitture. Al 1850, invece, si data un significativo riordino del vasto immobile ad opera di Giuseppe Poggi, in parte finalizzato a ricavare appartamenti da affittare (a partire da questi anni è qui documentata, ad esempio, la residenza dello scultore inglese Charles Francis Fuller). L'attuale configurazione si deve tuttavia a un complesso intervento di restauro condotto dall'architetto Emilio Dori negli anni sessanta del Novecento, comunque precedente il volume di Ginori Lisci su I palazzi di Firenze (1972) che ne documenta le motivazioni (riconducibili alla necessità di adibire parte della vasta proprietà ad attività commerciali) e gli esiti, che lo stesso considera "veramente degni della migliore tradizione fiorentina". 

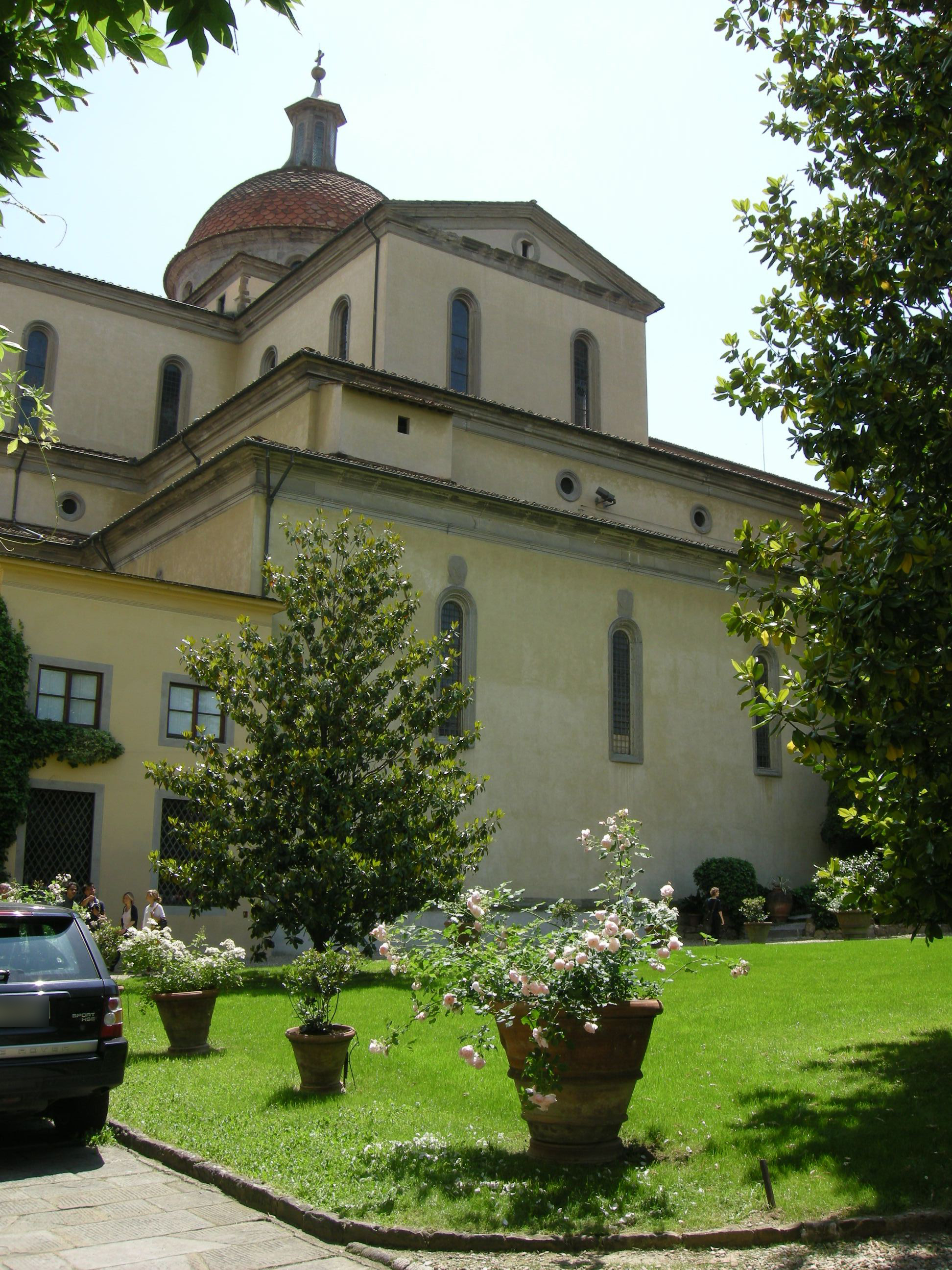
Lato posteriore di Santo Spirito visibile dal giardino

Il fronte a undici finestre (su tre piani più un mezzanino), che "non riesce ad avere interasse costante e presenta in facciata tre flessi corrispondenti ad altrettante murature portanti interne, ortogonali al percorso, condizionanti la conformazione attuale". Ad uso privato rimane la porzione con accesso al numero civico 13, scrigno di innumerevoli opere d'arte . Dal portale principale si accede a un androne con cancello, che immette in un piccolo cortile decorato da colonne, archi ellittici e un busto nel timpano dell'apertura principale. Da questo ambiente attraverso un altro corridoio voltato si accede al giardino interno. 
Per quanto riguarda le decorazioni murali degli interni si segnalano le pitture del coretto ad opera di Alessandro Gherardini e Rinaldo Botti e una galleria interamente dipinta con quadrature di Lorenzo Del Moro e Rinaldo Botti con sulla volta un'Allegoria nuziale con la gloria delle famiglie Frescobaldi e Acciaioli, opera di Matteo Bonechi, presumibilmente realizzata in occasione delle nozze di Pier Matto Frescobaldi e di Anna Acciaioli, celebrate nel 1717.

### Il giardino Frescobaldi

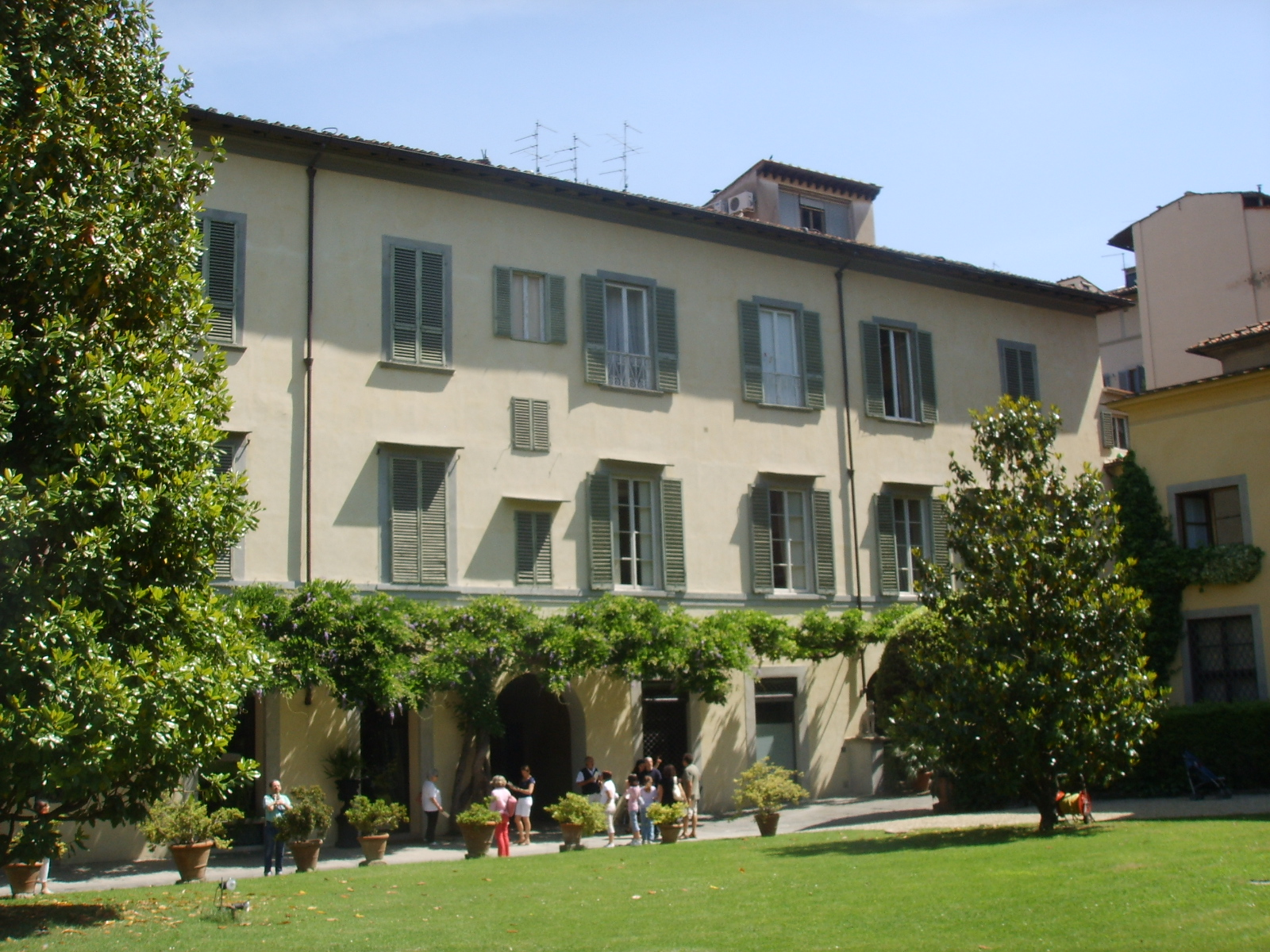
Facciata sul giardino

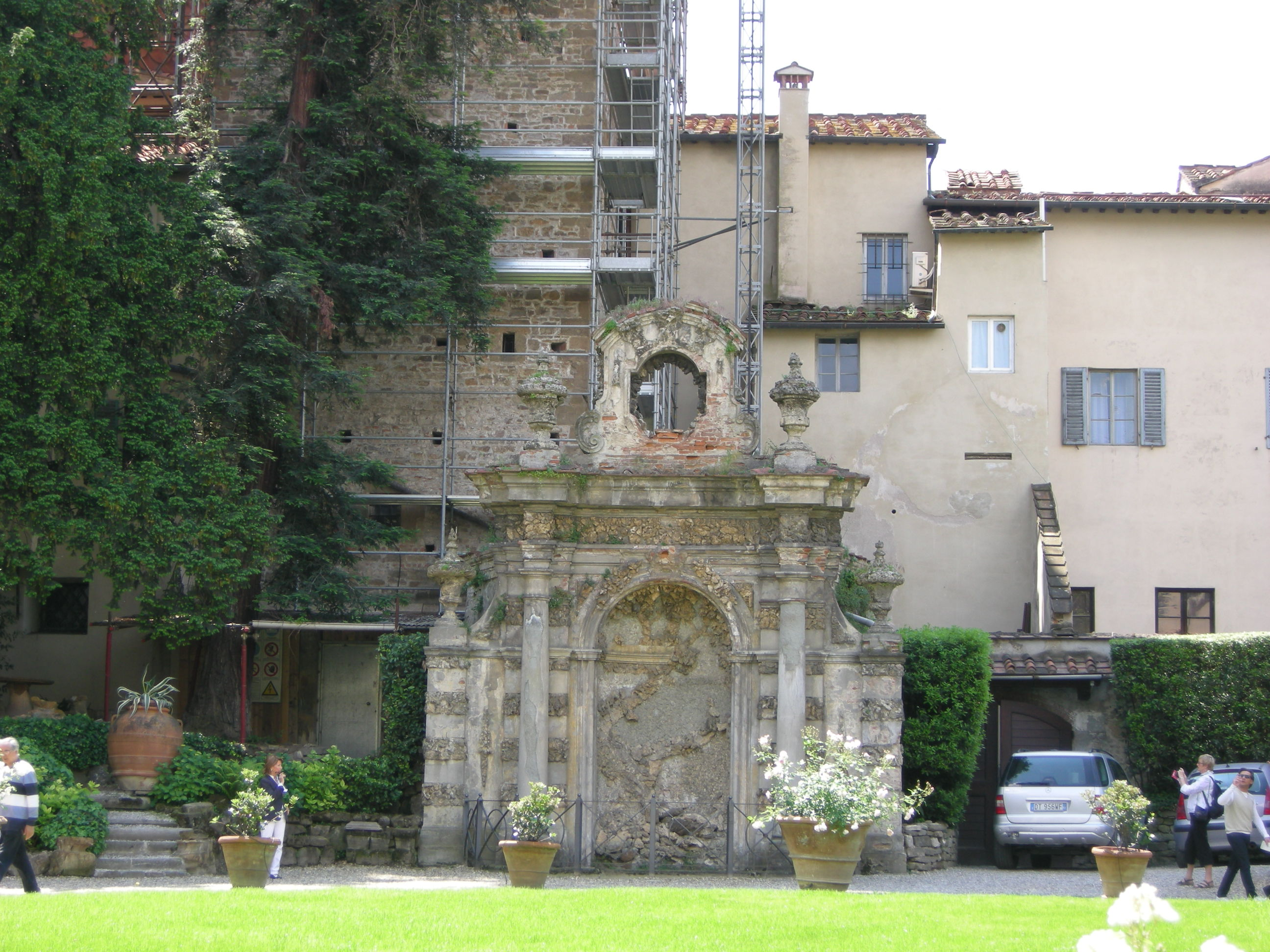
La fontana rustica

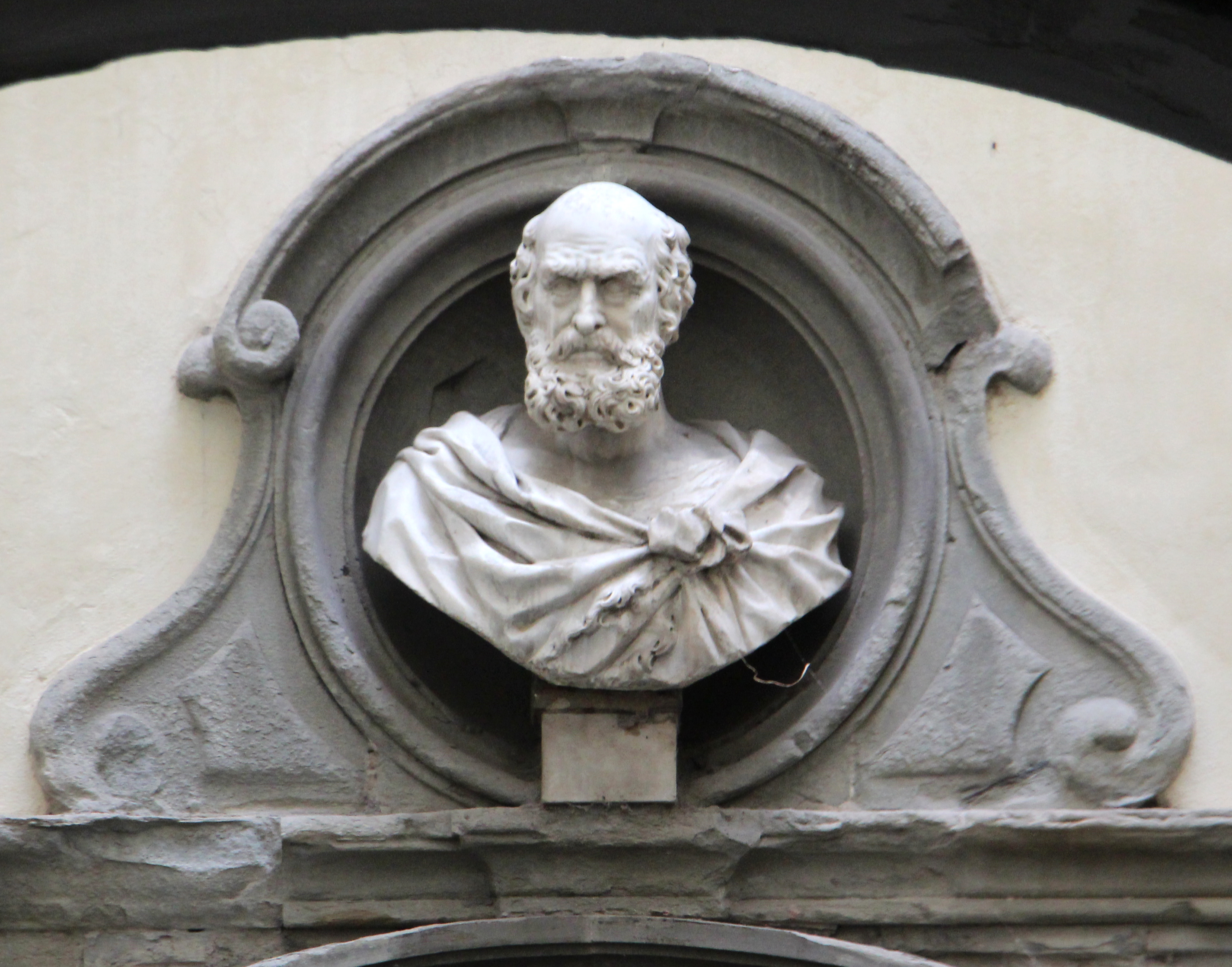
Busto di filosofo nel cortile del palazzo

Del giardino non abbiamo notizie certe ma sicuramente era caratterizzato per avere come sfondo la magnifica architettura del campanile e della basilica di Santo Spirito, già finanziata a suo tempo proprio da Stoldo di Lamberto Frescobaldi ed eretta su alcuni terreni da lui donati.
L'area verde nell'Ottocento era divisa in quattro parti con al centro una fontana barocca con concrezioni spugnose, che oggi si trova addossata alla parte posteriore e fa da sfondo all'insieme. Oggi, secondo la ristrutturazione di fine del XIX secolo, è presente un unico ampio spazio erboso, circondato da un vialetto e rallegrato da piante d'azalee. Non sono molte le decorazioni lapidee, ma resta una statua del dio Pan in pietra serena, e quelle di due cani da guardia, forse un tempo sui piedritti di una cancellata. Per un certo periodo il centro dell'aiuola è stato decorato da due sculture bronzee dell'artista contemporaneo Arnaldo Pomodoro, oggi non più in sito.